# コレクター (自販機本)
『コレクター』は群雄社の自動販売機本部門「海鳴書房」が発行していた1982年創刊のサブカルチャー雑誌。発行人は明石賢生。

## 概要
本誌の体裁はあくまで自動販売機用のポルノ雑誌であったが、実態は群雄社が1979年から1981年にかけて発行していた伝説的自販機本『Jam』『HEAVEN』の系譜を受け継いだニューウェーブ雑誌だった。
編集長が3度交代しており、時期によって誌面が大きく異なるため、便宜上3期に分ける。

### 第1期
創刊当初は蛭子能収、根本敬、泉昌之ら『ガロ』の漫画家をはじめ、コミケ創始者の米沢嘉博がコラム「山上たつひこ紳士録」（単行本未収録）を執筆していたほか、幻の名盤解放同盟やミニコミ誌『突然変異』のスタッフが参加するなど、最初からエロ要素は表紙とグラビアだけで中身はサブカルチャー系の雑誌だった。

### 第2期
初代編集長の木村聡が降板すると、2代目編集長にはロリコン漫画誌の草分けである『漫画ブリッコ』の編集者・緒方源次郎（＝小形克宏）が就任する。それに伴い竹熊健太郎、大塚英志、高取英ら『漫画ブリッコ』関係者がコラムを執筆していたほか、当時は無名同然だった女流漫画家の岡崎京子や桜沢エリカ、ニューウェーブ漫画家の宮西計三がイラストを寄稿するなど、後に著名になる作家陣や編集陣が軒並み顔を揃えた、今からすれば豪華な誌面が展開されていた。

### 第3期
その後、編集長の緒方が他の仕事で忙しくなったため、編集部に遊びに来ていた女子大生を3代目編集長に指名する。以降は女性週刊誌の体裁に近い女性向け特集が増えていったという。その後、1984年に群雄社が倒産。それと同時に本誌も発行を停止したとみられるが、詳細は不明である。